# Villeneuve-sous-Pymont
Villeneuve-sous-Pymont és un municipi francès situat al departament del Jura i a la regió de Borgonya - Franc Comtat. L'any 2007 tenia 257 habitants.

## Demografia

### Població
El 2007 la població de fet de Villeneuve-sous-Pymont era de 257 persones. Hi havia 110 famílies de les quals 24 eren unipersonals (8 homes vivint sols i 16 dones vivint soles), 43 parelles sense fills, 31 parelles amb fills i 12 famílies monoparentals amb fills.
La població ha evolucionat segons el següent gràfic:
Habitants censats

### Habitatges
El 2007 hi havia 113 habitatges, 108 eren l'habitatge principal de la família i 5 estaven desocupats. 91 eren cases i 22 eren apartaments. Dels 108 habitatges principals, 77 estaven ocupats pels seus propietaris, 27 estaven llogats i ocupats pels llogaters i 4 estaven cedits a títol gratuït; 3 tenien dues cambres, 21 en tenien tres, 17 en tenien quatre i 68 en tenien cinc o més. 94 habitatges disposaven pel capbaix d'una plaça de pàrquing. A 38 habitatges hi havia un automòbil i a 65 n'hi havia dos o més.

### Piràmide de població
La piràmide de població per edats i sexe el 2009 era:
| Homes | Edats   | Dones |
| ----- | ------- | ----- |
| 0     | 95 o +  | 0     |
| 0     | 90 a 94 | 0     |
| 4     | 85 a 89 | 0     |
| 0     | 80 a 84 | 0     |
| 4     | 75 a 79 | 8     |
| 12    | 70 a 74 | 0     |
| 8     | 65 a 69 | 12    |
| 4     | 60 a 64 | 4     |
| 8     | 55 a 59 | 0     |
| 8     | 50 a 54 | 12    |
| 4     | 45 a 49 | 32    |
| 12    | 40 a 44 | 0     |
| 4     | 35 a 39 | 4     |
| 4     | 30 a 34 | 8     |
| 12    | 25 a 29 | 12    |
| 8     | 20 a 24 | 8     |
| 4     | 15 a 19 | 12    |
| 8     | 10 a 14 | 0     |
| 4     | 5 a 9   | 0     |
| 0     | 0 a 4   | 12    |

## Economia
El 2007 la població en edat de treballar era de 168 persones, 126 eren actives i 42 eren inactives. De les 126 persones actives 122 estaven ocupades (60 homes i 62 dones) i 4 estaven aturades (2 homes i 2 dones). De les 42 persones inactives 25 estaven jubilades, 13 estaven estudiant i 4 estaven classificades com a «altres inactius».

### Ingressos
El 2009 a Villeneuve-sous-Pymont hi havia 115 unitats fiscals que integraven 285,5 persones, la mediana anual d'ingressos fiscals per persona era de 21.619 €.

### Activitats econòmiques
Dels 10 establiments que hi havia el 2007, 2 eren d'empreses de construcció, 3 d'empreses de comerç i reparació d'automòbils, 1 d'una empresa de transport, 2 d'empreses financeres i 2 d'empreses classificades com a «altres activitats de serveis».
Dels 3 establiments de servei als particulars que hi havia el 2009, 1 era una fusteria, 1 lampisteria i 1 perruqueria.
L'únic establiment comercial que hi havia el 2009 era una botiga de material esportiu.
L'any 2000 a Villeneuve-sous-Pymont hi havia 8 explotacions agrícoles que ocupaven un total de 392 hectàrees.

## Poblacions més properes
El següent diagrama mostra les poblacions més properes.